# کوه ویرجین سیاه
کوه ویرجین سیاه (به لاتین: Black Virgin Mountain) یک کوه در ویتنام است که در Tay Ninh Province, Vietnam واقع شده‌است. کوه ویرجین سیاه ۹۹۶ متر بالاتر از سطح دریا واقع شده‌است.